# Scotorepens balstoni
Scotorepens balstoni é uma espécie de morcego da família Vespertilionidae, endêmica da Austrália.